# Stanisław Franciszek Adamczewski
Stanisław Franciszek Adamczewski (20. září 1909, Varšava – 14. května 1987, Varšava) byl polský profesor biologických věd, entomolog a lepidopterolog. Byl synem profesora Stanisława Adamczewského (1883–1952).
Obhájil svou diplomovou práci v roce 1939 na Varšavské univerzitě, doktorát v roce 1950 na univerzitě Marie Curie-Skłodowské v Lublinu a v roce 1954 získal titul docenta. Byl profesionálně spojen s Ústavem zoologie Polské akademie věd.
Zabýval se systematikou, faunistikou a ekologií řádu hmyzu – motýli. Během mnoha let se věnoval výzkumu druhového složení a počtu motýlů v Bělověžském pralese. Jeho výzkum byl také prováděn v prostředích silně přeměněných člověkem (např. v městském prostředí Varšavy). Navíc vědecky studoval téma migrace motýlů a také uskutečnil četná pozorování na motýlech z čeledi Tortricidae a Pterophoridae. Připravil celkem 30 publikací. Byl to recenzent a editor mnoha vědeckých prací. Část materiálů shromážděných během výzkumu v Bělověžském pralese se nachází v Muzeu a Ústavu zoologie PAS ve Varšavě a je stále nezpracována.

## Dílo
- 1935/1936. Przyczynek do znajomości motyli Mazowsza. Polskie Pismo Entomologiczne. Lwów. t. XIV–XV.
- 1936. Nouvelle formę de lepidoptere provenant des Tatry Polonais/Nowa forma motyla z Tatr Polskich. Annales Musei Zoologici Polonici. Warszawa. 11.10: 9 ss.
- 1936. Etude sur la morphologie des escepeces du genre Cnephasia Curt. <Lep. Tortricidae> et sur leur distribution góographique en Pologne. Annales Musei Zoologici Polonici. Warszawa. 11.14: 32 ss.
- 1936. Notes sur Phalonia rutilana Hb.<Lep. Tortricidae>. Annales Musei Zoologici Polonici. Warszawa. 11.16: 8 ss.
- 1936. Pojawy motyli w okolicach Warszawy w roku 1934. Fragmenta Faunistica Musei Zoologici Polonici. Warszawa. 2.27: 9 ss.
- 1936. Tortricidae Tatr polskich. Fragmenta Faunistica Musei Zoologici Polonici. Warszawa. 2.33: 29 ss.
- 1938. Uzupełnienia i sprostowania do fauny motyli Polski. Fragmenta Faunistica Musei Zoologici Polonici. Warszawa. 3.15: 5 ss.
- 1939. Przyczynek do znajomosci fauny motyli Podola polskiego. Fragmenta Faunistica Musei Zoologici Polonici. Warszawa. 4.9: 51 ss.
- 1939. On the distinctness of the genera Oxyptilus Zeller and Capperia Tutt<Lepidoptera>. Annales Musei Zoologici Polonici. Warszawa. 13.22: 10 ss.
- 1947. Notes on the Lepidoptera of Poland. – The Entomologist 80: 102–106, 133–136
- 1949. Materiały do poznania piórolotków. Kraków: Polska Akademia Umiejętności, 1949. 11 s. (Seria: Materiały do Fizjografii Kraju: nr 17, z. 3)
- 1949. Rzut oka na zmiany w faunie Warszawy i okolic wywołane przez wojnę. Pol. Pismo. Ent. 18, Wrocław, ss. 268–275.
- 1950. Notatki lepidopterologiczne. Fragmenta Faunistica Musei Zoologici Polonici 1950 nr 4, s. 95–110.
- 1950. Uzupełnienia i sprostowania do fauny motyli Polski. Polskie Pismo Entomologiczne, 1950, t. 20, s. 75–93.
- 1950. Motyle minujące na tle naturalnych środowisk Białowieskiego Parku Narodowego. Ann. UMCS, Sectio C,5: 135–195.
- 1951. Łuskoskrzydłe śródmieścia Warszawy (Lepidoptera). Fragmenta Faunistica Musei Zoologici Polonici. Warszawa. 6: 111–128.
- 1962. Materiały do poznania wędrówek motyli w Polsce.I. Fragmenta Faunistica. Warszawa. 9: 373–379.
- 1964. Materiały do poznania wędrówek motyli w Polsce.II. Jesienne pojawy i migracje motyli w Warszawie i Białowieży w latach 1961 i 1962. Fragmenta Faunistica. Warszawa. 11: 319–374.
- 1966. Materiały do poznania wędrówek motyli w Polsce.III. Fragmenta Faunistica. Warszawa. 12: 413–427.
- 1967. Remarks on some larch-feeding Tortricids (Lepidoptera, Tortricidae). Uwagi o niektórych zwójkówkach modrzewiowych (Lepidoptera, Tortricidae). Seria Annales Zoologici (Polska Akademia Nauk. Instytut Zoologiczny) t. 25, nr 5; 5 ss.
- 1992. Zagadnienia migratyzmu u motyli. Warszawa. 560 ss. ISBN 83-00-03267-3